# 陈玉生
陈玉生（1900年—1994年3月21日），男，江苏泰兴人，中华人民共和国军事人物、政治人物，曾任华东军区海军司令部第一副参谋长、江苏省政协副主席

## 生平
1931年「九一八」事變後，陳玉生加入上海抗日救國會，1937年被國民政府逮捕入獄。抗戰全面爆發後，陳玉生被保釋出獄。1938年初，他在靖江泰興邊區成立抗日救亡大隊。
1939年2月，經中共蘇北工委書記惠浴宇、委員金求真介紹，陳玉生加入中國共產黨，並決定陳玉生為單線聯繫的特別黨員。
1941年，陳玉生任蘇中軍區三分區司令員。4月23日，在泰興地方部隊配合下，陳玉生率部攻克姚家埭據點，首創蘇中地區生俘日軍紀錄。
1945年8月14日，陳玉生任新一旅旅長。日軍投降後，陳玉生率部協同主力反攻，收復黃橋、姜堰、曲塘等地，參加攻打興化、泰興和如皋，後又參加高郵戰役。
國共內戰期間，陳玉生先後擔任蘇中獨立旅旅長、蘇北兵團（後改為十兵團）副參謀長等職。
中華人民共和國成立後，陳玉生歷任華東軍區海軍司令部第一副參謀長、省政協副主席等職。
1994年3月21日，陳玉生在南京逝世。